# Universal Robina
Universal Robina Corporation hay URC là một trong những công ty thực phẩm lớn nhất Philippines.

## Lịch sử hình thành
Công ty Universal Robina Corporation được thành lập vào năm 1954 bởi sáng lập viên John Gokongwei, thông qua sự thành lập công ty Universal Corn Products, tiền thân là một nhà máy sản xuất bột bắp ở thành phố Pasig. Công ty dần dần mở rộng và tham gia vào nhiều lĩnh vực trong kinh doanh thực phẩm bao gồm sản xuất và phân phối hàng tiêu dùng, nhà máy bột, nhà máy đường và tinh luyện đường. Công ty cũng đầu tư chăn nuôi heo đẻ, gà con giống, sản xuất thức ăn gia súc, thức ăn cho cá, đường cát và hỗn hợp ngành thú y. Công ty hoạt động theo các bộ phận và chi nhánh, có 3 mảng kinh doanh chính là: (a) thực phẩm tiêu dùng, (b) sản phẩm công - nông nghiệp và (c) phân phối thực phẩm.
Thương hiệu nổi tiếng bao gồm Trà xanh C2, bánh snack mặn, snack ngọt và bánh kẹo hiệu Jack n' Jill, các sản phẩm cà chua Hunt, mì ăn liền Payless và mì ăn liền Nissin Cup. Mì ăn liền được sản xuất với sự hợp tác của công ty thực phẩm Nissin Foods, Nhật Bản.
Bộ phận thực phẩm tiêu dùng còn sản xuất và phân phối rất nhiều các loại bánh snack, chocolate, kẹo, bánh quy, bánh mì, nước giải khát, mì và sản phẩm có cà chua. Các sản phẩm này đã được xuất khẩu qua Singapore, Malaysia, Indonesia, Đài Loan, Việt Nam và Trung Quốc.
Đây là một công ty thành viên của JG Summit Holdings, Inc. (JGSHI) là một trong những tập đoàn lớn nhất được niêm yết trên thị trường chứng khoán Philippine.

## Scandal tại Việt Nam

### 2016
- Đầu tháng 5/2016 có nhiều đơn thư tố cáo trên mạng xã hội cho biết sản phẩm và nguyên liệu sản xuất trà xanh hương chanh C2 và tăng lực hương dâu Rồng đỏ có hàm lượng chì cao, khiến người tiêu dùng rất phẫn nộ và lo lắng. (Link:)

- Sau đó hàng loạt báo chí đưa tin sản phẩm trà xanh C2 và Rồng đỏ của URC nhiễm chì vượt quá mức giới hạn gấp nhiều lần. Trước sự hoang mang của người tiêu dùng, ngày 9/5 Bộ Y tế đã lấy mẫu nguyên liệu tại nhà máy và mẫu nước giải khát C2 và Rồng đỏ trên thị trường để kiểm tra. (Link:)
- Ngày 21/5 Thanh tra Bộ Y tế ra thông báo về việc tạm dừng lưu thông và thu hồi đối với 3 lô trà xanh hương chanh C2 và nước tăng lực hương dâu Rồng đỏ của URC VN do có hàm lượng chì vượt mức công bố. (Link:) (Link: Lưu trữ ngày 26 tháng 5 năm 2016 tại Wayback Machine) (Link:)
- Ngày 31/5, Thanh tra Bộ Y tế đã ra quyết định xử phạt vi phạm hành chính với Công ty URC Hà Nội số tiền 5,8 tỷ đồng. Và ra quyết định thu hồi, tiêu hủy toàn bộ hai lô sản phẩm có hàm lượng chì vượt ngưỡng cho phép. (Link:) Chiều 31-5, hơn 10 tấn hàng sản phẩm nước giải khát C2, Rồng Đỏ đã được tiêu hủy trước sự chứng kiến của Thanh tra Bộ Y tế và các phóng viên báo chí. (Link:)
- Dù Công ty TNHH URC Hà Nội đã bị phạt 5,8 tỉ đồng và bị buộc tiêu hủy các lô C2 và Rồng Đỏ nhiễm chì nhưng phần lớn số nước giải khát này đã bị bán hết ra thị trường. Điều này làm người dân hết sức lo lắng về tình trạng sức khỏe của mình. (Link:) (Link:)
- Với hàng triệu chai nước C2, Rồng Đỏ nhiễm chì được bán ra thị trường đồng nghĩa với việc hàng triệu người VN đã uống và sức khỏe của họ đã bị đe dọa bởi độc tố có trong chì, nhiều ý kiến cho rằng: công ty URC phải xử lý hình sự, đóng cửa nhà máy sản xuất C2, Rồng đỏ nhiễm chì. (Link:)

### 2015
- Tháng 3/2015 báo chí đưa tin anh Thạch Ngọc Tuấn, ở khu tập thể ăn uống, phố Hồ Xuân Hương, phường Tân Sơn, thành phố Thanh Hóa phát hiện trong một chai nước giải khát nhãn hiệu C2, còn hạn sử dụng có tới năm con ruồi. (Link:)
- Tháng 4/2015 anh Phan Quốc Phúc (ngụ tại ấp 3, xã Long Thọ, huyện Nhơn Trạch, Đồng Nai) phát hiện chai nước C2 Ô long đã chuyển màu vàng úa, có nhiều hạt lạ cùng những mảng màng nổi lềnh phềnh trong chai. (Link: )
- Tháng 6/2015, báo chí đưa tin anh Nguyễn Hoàng Đợi, thường trú tại 450 Vĩnh Hưng, phường Vĩnh Hưng, quận Hoàng Mai, Hà Nội cho biết đã phát hiện nhiều váng vẩn trắng và bọt trong chai nước giải khát mang nhãn hiệu C2 còn hạn sử dụng. (Link: )
- Tháng 7/2015, Anh Phan Văn Hưng, trú tại Thịnh Liệt, Hà Nội cho biết anh mua 2 chai nước trà xanh C2 tại một đại lý gần nhà cho con trai thì phát hiện ra dị vật màu trắng nhầy, nổi lềnh bềnh bên trên. (Link: )
- Tháng 8/2015, dư luận lại được dịp rúng động với thông tin URC “tặng” 100 ngàn thùng C2 Ô Long hết hạn cho khách hàng. Để giải phóng kho, cắt lỗ và giảm thuế, C2 tung ra một chương trình hoành tráng mang tên “dùng thử tận nơi (Door to door sampling)“, theo đó các công nhân nghèo tại các khu công nghiệp được tặng 1 block 6 chai, các hộ chung cư, nhà dân các khu ổ chuột tại Thành phố Hồ Chí Minh được tặng 1 thùng C2 Ô long và mỗi quán ăn được tặng 10 thùng. Nhiều khách hàng khi nhận sản phẩm đã phát hiện hàng hết date, uống thử thì thấy có vị chua, sủi bọt hoặc chai bị cạn nước 2/3 và ở dưới đáy chai có cặn màu đen đã phản ánh về công ty URC Việt Nam đều nhận được sự phớt lờ hoặc giải thích qua loa vô trách nhiệm. Nhiều người cho rằng, URC Việt Nam đã xem thường sức khỏe người tiêu dùng. Sự việc đang vấp phải làn sóng phản đối và phẫn nộ của hàng triệu công nhân ở các khu chế xuất và người tiêu dùng cả nước. (Link:)
- Tháng 12/2015, Bé gái Đ. Th. Tr. M học lớp 7, Trường THCS số 1 Đồng Sơn (Đồng Hới, Quảng Bình) đã đau bụng sau khi uống 2 lon nước Rồng Đỏ bán dọc vỉa hè. Khi triệu chứng đau bụng ngày càng dữ dội, gia đình đã đưa M. nhập viện nhưng bé gái đã tử vong sau đó vì ngộ độc. Người nhà và bạn bè của M. xác nhận bé đã uống nước Rồng Đỏ không rõ nguồn gốc dẫn đến đau bụng không kiểm soát nổi. (Link: ; )

### 2014
- Tháng 7/2014, C2 bị lên án ngang nhiên lừa dối người tiêu dùng về nguồn gốc và chất lượng sản phẩm khi tung đoạn video clip quảng cáo với nội dung “Chuyên gia trà C2 khám phá bí quyết tạo nên trà Ô Long đích thực, từ những búp trà Ô Long tươi ngon Thái Nguyên được lên men cẩn thận để lưu giữ hàm lượng polypenol, giúp hạn chế hấp thu chất béo, được ủ và đóng chai trong cùng một ngày, tạo nên C2 Ô Long Hoa hồng cho bạn sức khỏe căng tràn.” Quảng cáo nhanh chóng bị bốc mẻ bới theo chuyên gia phân tích vùng Thái Nguyên không thể trồng được trà Ô Long và quá trình chế biến trà Ô long phải mất 36 tiếng. (Link:)
- Tháng 7, ông Huỳnh Văn Á (49 tuổi, ngụ quận Thủ Đức, TP.HCM) đã bất ngờ té ngã, nằm bất động rồi tử vong sau đó sau khi uống chai trà xanh C2. (Link:)
- Tháng 5/2014, anh Phạm Hồng Phong, trú tại phường Bắc Hồng, thị xã Hồng Lĩnh, tỉnh Hà Tĩnh cho biết: trên đường đi làm về, anh Phong có ghé qua một cửa hàng tạp hóa bên đường mua một lốc (loại 6 chai) nước giải khát C2 hương chanh 360ml – sản phẩm của Công ty TNHH URC Việt Nam sản xuất. Sử dụng đến chai thứ 3 anh thấy chai nước có hiện tượng lạ, nổi váng hình nấm trong khi nắp chai vẫn còn nguyên. (Link: )

### 2012
- Tháng 6/2012, anh Ngô Hồng Sơn, SN 1967, trú tại 310B Lạc Trung, phường Vĩnh Tuy, quận Hai Bà Trưng, Hà Nội phát hiện một vật thể lạ màu nâu đen đang bị phân hủy với nhiều lớp váng nổi lên trong chai nước trà xanh C2. (Link: )

### 2011
- Tháng 5/2011, Trung úy QNCN Lê Đăng Khoa, cán bộ, chiến sĩ Đại đội 5, Đơn vị H30, Đoàn Phòng không B67 phát hiện một chai nước ngọt nhãn hiệu C2 có những mảng đóng như những miếng bông, có chỗ ngả màu đen sẫm, trôi lơ lửng trong chai. Đồng chí Khoa đã liên hệ đến công ty để phản ánh về việc phát hiện vật thể lạ trong chai nước C2 thì ngay lập tức đầu dây bên kia ngắt máy. (Link:  Lưu trữ ngày 7 tháng 7 năm 2015 tại Wayback Machine)
- Tháng 9/2011, anh Phạm Tất Thắng, số nhà 134 Giải Phóng (thành phố Nam Định), phản ánh về việc anh mua thùng sản phẩm nước uống C2 của công ty TNHH URC Việt Nam, trong thùng có 1 chai chưa mở nắp đã bị nổi váng. Trên vỏ chai có ghi rõ ngày sản xuất 26-6-2011, hạn sử dụng đến ngày 26-6-2012. (Link:)

### 2008
- Ngày 24/12/2008, anh Nguyễn Tuấn Thành * Trung tâm Phát triển dịch vụ, Công ty VTC Intecom (ở Hà Nội), mua 1 lốc 6 chai nước trà xanh C2 của Công ty TNHH URC Việt Nam, tại Metro Hoàng Mai, Hà Nội. Khi đem ra dùng, anh Thành phát hiện một trong 6 chai đó có vật thể lạ dù còn nguyên nắp chưa mở. (Link:  Lưu trữ ngày 7 tháng 3 năm 2016 tại Wayback Machine)

## Sản phẩm

### Snack

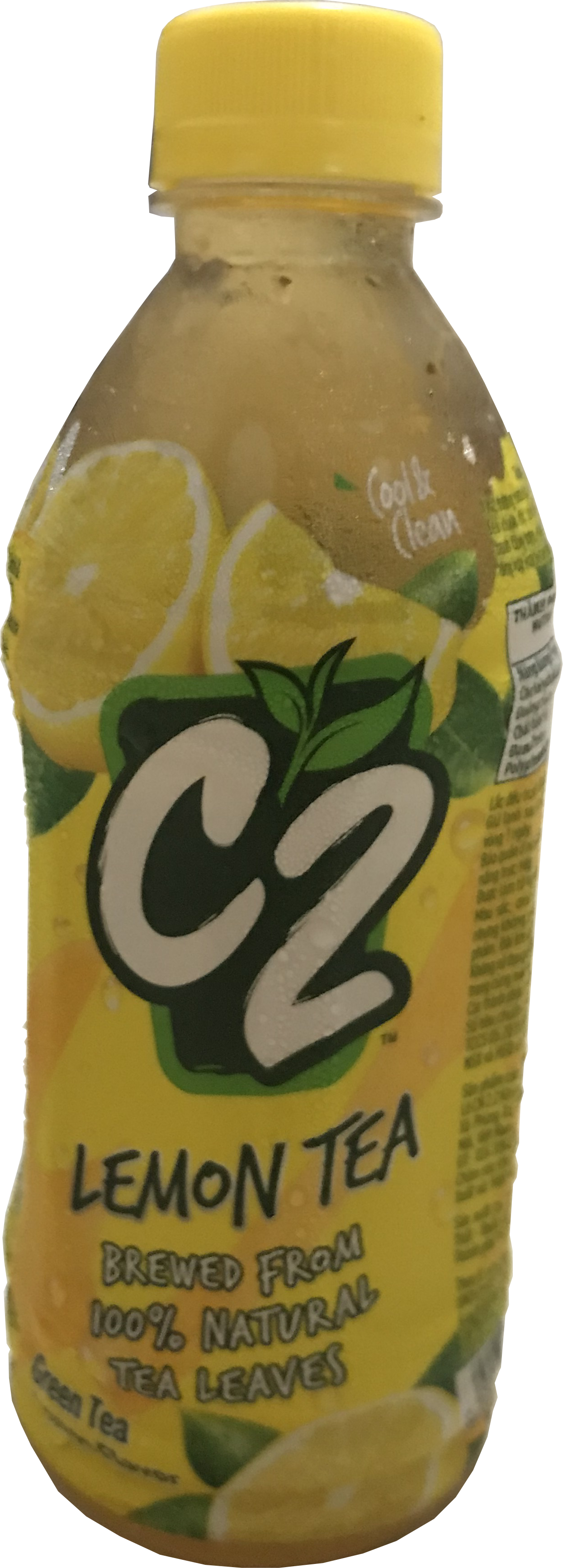

- Jack 'n Jill
Snacks
Piattos
Potato
V-Cut
Chikki
Kornets
Fun Bites
Taquitos
Mr. Chips
Tostillas
Roller Coaster
Spuds
Chiz Curls
Sea Crunch
Choco Curls
Kẹo
X.O.
Maxx
Dynamite
Lush
Jojo Gummi
Wiggles
Star Fruits
Star Pops
Kẹo cây
Big Bang
Chooey Choco
Chooey Toffee
Cloud 9
Nips
First Five
Bánh quy
Magic Flakes Premium Crackers
Magic Flavors
Magic Creams
Magic Chips
Presto Creams
Cream-O
Dewberry
Dewberry Tarts
Rainbow Bites
Jack 'n Jill Pretzels
Choco Knots
Berry Knots
Milky Knots
Hello! Wafers
Hello! Wafrets
Hello! Pipers
Club House 3+1
Club House Minis
Pals
Bánh
Quake Bar
Quake Layers
Quake Rolls
Quake Cups

### Nước giải khát
- Nước giải khát đóng chai
C2
Rồng Đỏ

### Thực phẩm tiện dụng
- Các sản phẩm Nissin  (theo bản quyền của công ty Nissin Food Products, Nhật Bản)
Nissin's Ramen
Nissin's Instant Mami
Nissin's Yakisoba
Nissin's Cup Noodles
Nissin's Yakisoba Cup Noodles
- Các sản phẩm Payless 
Payless Instant Noodles
Payless Instant Pancit Canton
Payless Spaghetti
Payless Macaroni
- Khác
Cream-All Non-Dairy Creamer
Great Taste Premium Blend coffee
Great Taste Granulated Coffee
Blend 45 coffee
Great Taste Coffee Mixes
Great Taste RTD
Great Taste Iced Coffee

### Các sản phẩm Hunts-URC
Hunts-URC là liên doanh giữa Universal Robina Corporation (URC) và ConAgra Foods, Inc.
- Hunt's
Tomato Sauce
Tomato Paste
Pork n' Beans
Spaghetti Sauce
Tomato Ketchup
Baked Beans
- Swiss Miss
Complete Cocoa Mix
RTD Milk Shakes